# Tsuyoshi Muro
Tsuyoshi Muro (ムロツヨシ Muro Tsuyoshi?,  Prefectura de Kanagawa, Japón, 23 de enero de 1976) es un actor japonés, conocido por sus papeles en teatro y cine. Muro debutó como actor en 1999; siendo algunas de sus apariciones más relevantes en la serie Bayside Shakedown, Gochisosan y Yūsha Yoshihiko.

## Filmografía

### Películas
- Like a Dragon (2007) como Nakanishi, ladrón de bancos
- Yatterman (2009) como oficinista con gafas
- Hentai Kamen (2013)
- Himeanole (2016)
- Gold Medal Man (2016)
- Shippu Rondo (2016)
- Hentai Kamen: Abnormal Crisis (2016)
- Gintama (2017) como Gengai Hiraga[2]
- Saiki Kusuo no Psi-nan (2017), Uryoku Chōno
- Destiny: Kamakura Story (2017)
- The Flying Tire (2018) como Shigemichi Komaki
- Ni no kuni (2019) como Ojii-san, un anciano (voz)
- Wotaku Koi wa Muzukashī (2020) como camarero

### Televisión
- Aoi Honō (2014)
- Montage (2016) como Daisuke Mizuhara
- Kidnap Tour (2016)
- Onna jōshu Naotora (2017) como Seto Hōkyū
- Hello Hari Nezumi (2017)